# Суханова, Екатерина Эдуардовна
Екатери́на Эдуа́рдовна Суха́нова (род. 20 октября 2002, Мытищи, Московская область) — российская биатлонистка, призёр чемпионата России. Мастер спорта России (2023).

## Биография
Родилась в подмосковных Мытищах. 
Личные тренеры спортсменки — Сергей Алексеевич Латышев, Владислав Борисович Власов. В сборной России тренируется у Артёма Истомина.
Выпускница СШОР № 43 Москомспорта. Окончила Российский государственный социальный университет по специальности «Адаптивная физическая культура».
До 2023 года на внутрироссийских соревнованиях выступала за Ямало-Ненецкий автономный округ. Сейчас представляет Югру.

### Карьера
Неоднократно становилась призёром всероссийских соревнований по биатлону среди юниорок.
Весной 2024 года вошла в состав резервной сборной России. В сентябре того же года Суханова вместе с Гавриловой, Мошковой и Метелей стала третьей в эстафете на чемпионате России по летнему биатлону в Красноярске. В марте 2025 года в том же составе югорская команда вновь завоевала бронзовые награды на домашнем чемпионате страны в Ханты-Мансийске.